# 테르모프로테우스속
테르모프로테우스속은 테르모프로테우스과의 속이다.